# اد لیرو
اد لیرو (انگلیسی: Odd Lirhus؛ زادهٔ ۱۸ سپتامبر ۱۹۵۶) ورزشکار دوگانه اهل نروژ است.